# Leonard Doroftei
Leonard Doroftei, aussi connu sous le nom de Leonard Dorin, est un boxeur roumain né le 10 avril 1970 à Ploiești.

## Carrière
Champion du monde, d'Europe et double médaillé de bronze aux Jeux olympiques de Barcelone en 1992 et d'Atlanta en 1996, il passe professionnel en 1998 et devient champion du monde des poids légers WBA après sa victoire aux points face à Raúl Horacio Balbi le 5 janvier 2002. Vainqueur du combat revanche, il laisse sa ceinture vacante en 2004 après un match nul contre Paul Spadafora. Battu quelques mois plus tard par Arturo Gatti, Doroftei met alors un terme à sa carrière sur un bilan de 22 victoires, 1 défaite et 1 match nul.

## Référence
1. ↑  (en) Raúl Horacio Balbi vs. Leonard Dorin I (boxrec.com)